# Weeton (Yorkshire du Nord)
Weeton est un village et une paroisse civile du Yorkshire du Nord, en Angleterre.